# گوپال ویتال
گوپال ویتال (انگلیسی: Gopal Vittal) (زاده ۲۲ مارس ۱۹۵۷) کارآفرین، بازرگان و مدیر ارشد اجرایی هندی است، که در حال حاضر به‌عنوان مدیر عامل اجرایی شرکت بهارتی ایرتل فعالیت می‌کند.